# Кочу (Бакау)
Кочу (рум. Cociu) насеље је у Румунији у округу Бакау у општини Мотошени. Oпштина се налази на надморској висини од 199 m.

## Становништво
Према подацима из 2002. године у насељу је живело 214 становника, од којих су сви румунске националности.